# Australie-Lions britanniques et irlandais en rugby à XV
Cet article liste et détaille les confrontations entre l'équipe d'Australie de rugby à XV et celle des Lions britanniques et irlandais. Les deux équipes se sont affrontées à 23 reprises. Les Australiens ont remporté six rencontres contre dix-sept pour les Lions.

## Historique
La première confrontation a lieu le 24 juin 1899 à Sydney. C'est d'abord l'Australie qui l'emporte, les Lions prennent rapidement l'avantage sur l'Australie. Les 6 dernières rencontres présentent un résultat équilibré: 3 défaites, 3 victoires.

## Confrontations
Confrontations entre l'équipe d'Australie de rugby à XV et les Lions britanniques
| No | Date             | Lieu                                       | Match                          | Score   | Compétition  |
| -- | ---------------- | ------------------------------------------ | ------------------------------ | ------- | ------------ |
| 1  | 24 juin 1899     | Sydney, Australie                          | Australie – Lions britanniques | 13 – 3  | test match   |
| 2  | 22 juillet 1899  | Brisbane, Australie                        | Australie – Lions britanniques | 0 – 11  | test match   |
| 3  | 5 août 1899      | Sydney, Australie                          | Australie – Lions britanniques | 10 – 11 | test match   |
| 4  | 12 août 1899     | Sydney, Australie                          | Australie – Lions britanniques | 0 – 13  | test match   |
| 5  | 2 juillet 1904   | Sydney, Australie                          | Australie – Lions britanniques | 0 – 17  | test match   |
| 6  | 23 juillet 1904  | Brisbane, Australie                        | Australie – Lions britanniques | 3 – 17  | test match   |
| 7  | 30 juillet 1904  | Sydney, Australie                          | Australie – Lions britanniques | 0 – 16  | test match   |
| 8  | 30 août 1930     | Australie                                  | Australie – Lions britanniques | 6 – 5   | test match   |
| 9  | 19 août 1950     | Australie                                  | Australie – Lions britanniques | 6 – 19  | test match   |
| 10 | 26 août 1950     | Australie                                  | Australie – Lions britanniques | 3 – 24  | test match   |
| 11 | 6 juin 1959      | Australie                                  | Australie – Lions britanniques | 6 – 17  | test match   |
| 12 | 13 juin 1959     | Australie                                  | Australie – Lions britanniques | 3 – 24  | test match   |
| 13 | 28 mai 1966      | Australie                                  | Australie – Lions britanniques | 8 – 11  | test match   |
| 14 | 4 juin 1966      | Australie                                  | Australie – Lions britanniques | 0 – 31  | test match   |
| 15 | 1er juillet 1989 | Sydney Football Stadium, Sydney, Australie | Australie – Lions britanniques | 30 – 12 | Tournée 1989 |
| 16 | 8 juillet 1989   | Ballymore Stadium, Brisbane, Australie     | Australie – Lions britanniques | 12 – 19 | Tournée 1989 |
| 17 | 15 juillet 1989  | Sydney Football Stadium, Sydney, Australie | Australie – Lions britanniques | 18 – 19 | Tournée 1989 |
| 18 | 30 juin 2001     | Australie                                  | Australie – Lions britanniques | 13 – 29 | Tournée 2001 |
| 19 | 7 juillet 2001   | Australie                                  | Australie – Lions britanniques | 35 – 14 | Tournée 2001 |
| 20 | 14 juillet 2001  | Australie                                  | Australie – Lions britanniques | 29 – 23 | Tournée 2001 |
| 21 | 22 juin 2013     | Suncorp Stadium, Brisbane, Australie       | Australie – Lions britanniques | 21 – 23 | Tournée 2013 |
| 22 | 29 juin 2013     | Etihad Stadium, Melbourne, Australie       | Australie – Lions Britanniques | 16 – 15 | Tournée 2013 |
| 23 | 6 juillet 2013   | ANZ Stadium, Sydney, Australie             | Australie – Lions britanniques | 16 – 41 | Tournée 2013 |